# Portret nieznanego mężczyzny (obraz El Greca z 1605)
Portret nieznanego mężczyzny – obraz olejny przypisywany hiszpańskiemu malarzowi pochodzenia greckiego Dominikosowi Theotokopulosowi, znanemu jako El Greco.
Na początku XVII wieku El Greco namalował kilka portretów znakomitych obywateli Toledo. Wiele z nich przedstawia niezidentyfikowane dziś postacie. Jednym z nich jest Portret nieznanego mężczyzny przedstawiający typowego Hiszpana, intelektualistę o bardzo wyraźnych rysach, wykonanego z ogromną dokładnością. Portretowani poprzez modę i ubiór byli do siebie niezmiernie podobni. Widać to na przykładach Portretu nieznanego mężczyzny (z tego samego roku), Portretu młodego mężczyzny czy Portret Francisca de Pisy.
W porównaniu z portretem z 1585 El Greco przedstawił mężczyznę o nalanej twarzy, z małymi wydaje się zadowolonymi oczami, z charakterystyczną szpiczastą brodą i wąskimi ustami odpowiednimi dla wysoko postawionego modela. Głowa oparta jest jakoby na wielkiej białej kryzie.
Tożsamość modela nie jest znana. Przypuszcza się, iż może to być Miguel de Cervantes, który przebywał w Toledo w 1604 roku i należał do bliskiego grona przyjaciół El Greca. Pierwotnie, do 1794 roku obraz znajdował się w wiejskiej rezydencji księcia Arco's.